# Euxoa remota
Euxoa remota är en fjärilsart som beskrevs av Smith 1890. Euxoa remota ingår i släktet Euxoa och familjen nattflyn. Inga underarter finns listade i Catalogue of Life.